# أولي إدل
أولي إدل (بالألمانية: Uli Edel)‏ هو كاتب سيناريو ومونتير ومنتج أفلام ومخرج ألماني، ولد في 11 أبريل 1947 في نوينبورغ آم راين في ألمانيا.

## وصلات خارجية
- أولي إدل على موقع IMDb (الإنجليزية)
- أولي إدل على موقع مونزينجر (الألمانية)
- أولي إدل على موقع ألو سيني (الفرنسية)
- أولي إدل على موقع أول موفي (الإنجليزية)
- أولي إدل على موقع قاعدة بيانات الأفلام السويدية (السويدية)
- أولي إدل على موقع إن إن دي بي (الإنجليزية)
- أولي إدل على موقع قاعدة بيانات الفيلم (الإنجليزية)
- أولي إدل على موقع كينوبويسك (الروسية)